# Музей археології та етнології Пібоді

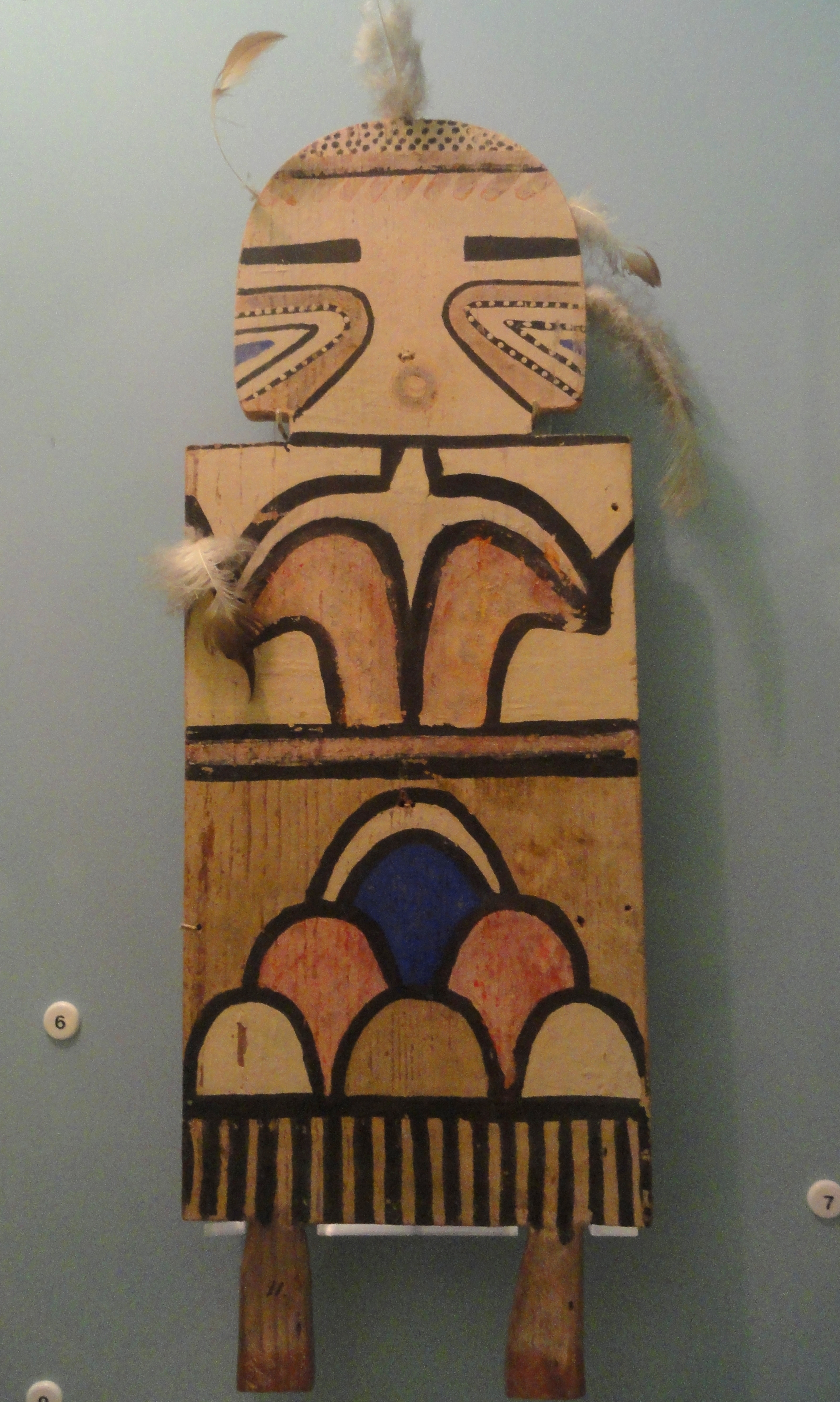
Пахо народу хопі для танцю Мамзрауті; зібрано до 1892 року. Колекція корінних американців, Музей Пібоді.

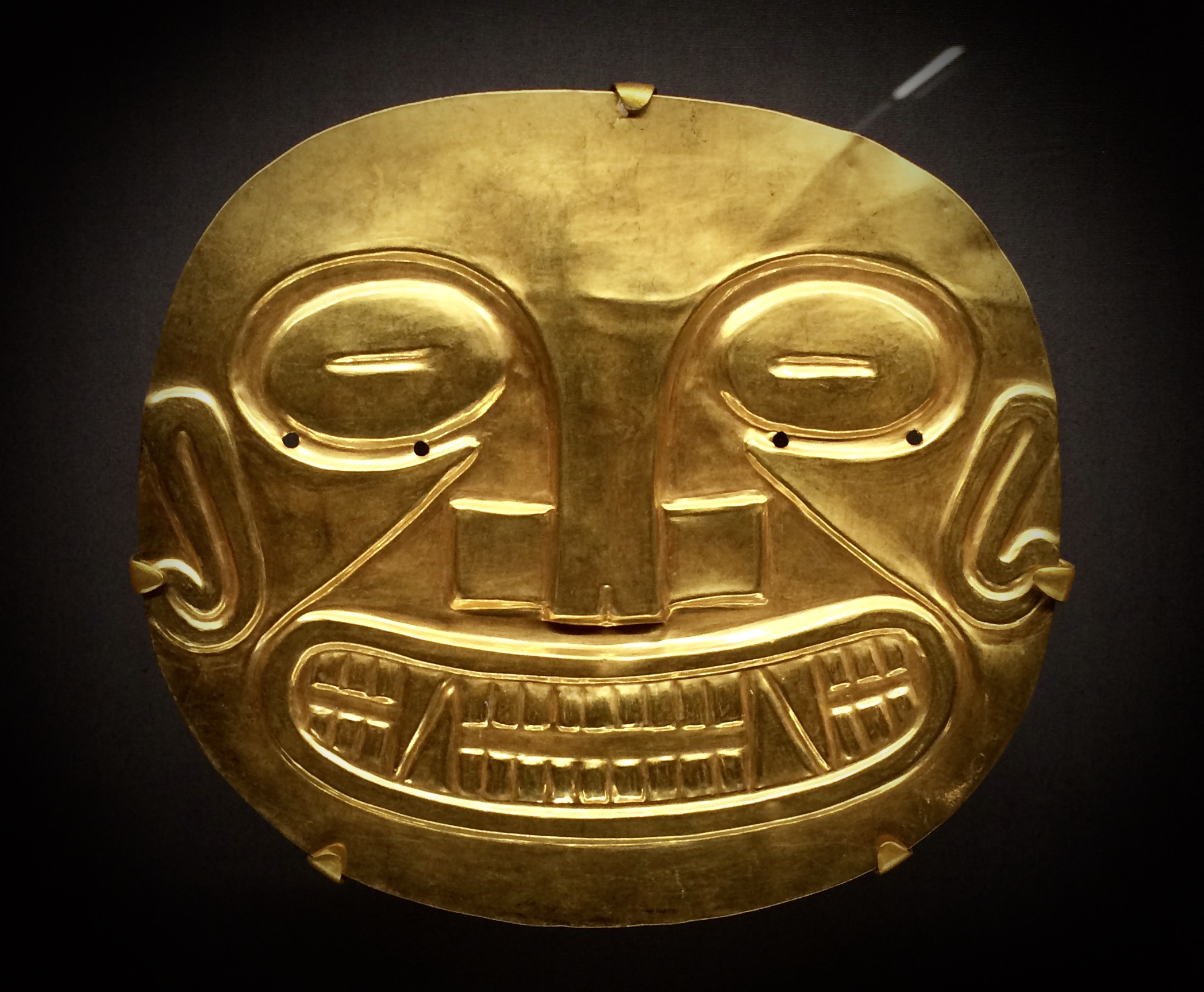
Золота табличка Кокле з Панами, близько 700 року, розкопана експедицією музею Пібоді (1930)

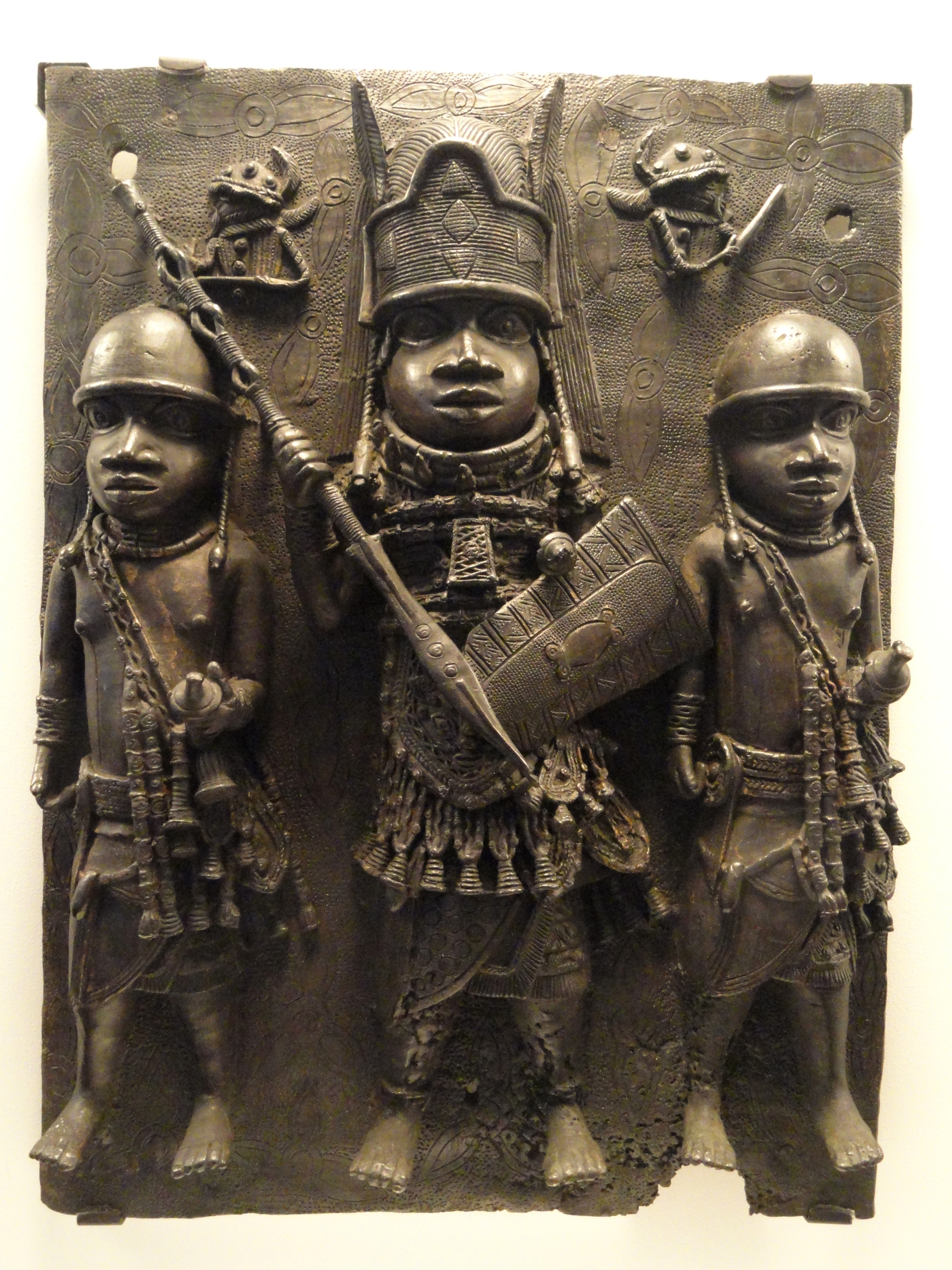
Бронзова табличка із зображенням вождя в оточенні двох воїнів, Бенінська імперія, 1550—1650 роки. Африканська колекція, Музей Пібоді.

Музе́й археоло́гії та етноло́гії Пібоді — музей при Гарвардському університеті в Кембриджі (штат Массачусетс, США). Заснований 1866 року, є одним із найстаріших і найбільших музеїв, що зосереджуються на антропологічних матеріалах, з особливим акцентом на етнографії та археології Америки. Музей зберігає понад 1,2 млн предметів, близько 900 футів (270 м) документів, 2000 карт і планів місцевості, а також близько 500 000 фотографій. Музей розташований на Дівініті-авеню в кампусі Гарвардського університету. Один із чотирьох гарвардських музеїв науки та культури, відкритих для публіки.

## Історія
Музей засновано 8 жовтня 1866 року завдяки дарунку заможного американського фінансиста та філантропа Джорджа Пібоді, уродженця Південного Денверса (тепер Пібоді, штат Массачусетс). Він виділив 150 000 доларів, які, згідно з умовами трасту, мали бути використані для створення посади професора-куратора Пібоді, придбання експонатів та спорудження будівлі для розміщення колекцій. Пібоді доручив попечителям організувати будівництво «відповідної вогнетривкої будівлі музею на землі, яку для цієї мети надасть, безкоштовно або в оренду, Гарвардська корпорація».
1867 року музей відкрив першу експозицію, яка складалася з невеликої кількості доісторичних артефактів із долини Меррімак у Бойлстон-голлі Гарвардського університету. 1877 року довгоочікувана будівля музею була завершена та готова до заселення. Будівлю, в якій розміщується музей Пібоді, розширено 1888 року та знову 1913 року.

## Колекції
Музей Пібоді зберігає археологічні, етнографічні, остеологічні та архівні колекції з багатьох країн, що охоплюють мільйони років культурної, соціальної та біологічної історії людства, з особливим акцентом на культури Північної та Південної Америки та островів Тихого океану, а також колекції з Африки, Європи та Азії.
- Північна Америка. Археологічні та етнографічні фонди музею Пібоді з Північної Америки становлять понад чверть його колекцій. Вони містять експонати з багатьох частин континенту, що охоплюють 10 000 років, з найдавніших розкопок на північному сході, колекції Мімбрес із південного заходу, колекції каліфорнійських кошиків Ґрейс Ніколсон[en] та колекції Льюїса і Кларка.
- Центральна Америка. Центральноамериканська колекція музею зосереджена на археологічних матеріалах зі східного Гондурасу, Нікарагуа, нижньої частини Центральної Америки, Карибських островів і Центральної Мексики. У музеї зберігається велика колекція матеріальної культури майя з Копана, Хольмуля, Лабни, П'єдрас-Неграса та Уашактуна, кам'яні скульптури з Копана, вишукані артефакти зі священного сеноте Чичен-Іци та 600 гіпсових зліпків пам'ятників з Центральної Америки.
- Південна Америка. Основну частину південноамериканських етнографічних колекцій Пібоді становлять деякі з найперших надходжень до музею, які зібрали Луї Агассіз та його син Александер Емануель Агассіз. Серед них — колекція вишитих пір'ям[en] головних уборів і прикрас із басейну Амазонки ХІХ—XX століть, андський текстиль[en] і колекція болівійських і перуанських церемоніальних і побутових предметів Вільяма Фарабі[en]. Важливими археологічними колекціями є кераміка чиму, наска та моче, металеві вироби інків та чиму, а також колекція текстилю доісторичного періоду.
- Азія. Азійські фонди музею включають одну з найдавніших колекцій предметів, виготовлених і використовуваних айнами, корінним народом Японії; японську[en] і китайську кераміку й порцеляну; барвистий текстиль, виготовлений качинами, що живуть у північно-східній М'янмі (Бірмі) і прилеглих районах Індії та Китаю, шанами, а також сибірський одяг зі шкіри і різьблені дерев'яні предмети побуту. У колекціях Азії домінують археологічні матеріали, де представлено велику колекцію знахідок із розкопок Тепе-Ягії (Іран) і Тарсу (Туреччина).
- Африка. Фонди музею налічують понад 20 000 предметів у чотирьох значних колекціях. Три основні колекції, зібрані з Ліберії, південного Камеруну та Уганди протягом першої половини XX століття, включають різноманітні предмети, що використовувалися в повсякденному або ритуальному житті. Четверта колекція містить понад 200 музичних інструментів, серед яких барабани та ручні піаніно. Археологічні колекції представлені розкопками Джорджа Ендрю Рейснера в Єгипті та Нубії.
- Океанія. Зібрані бостонськими купцями, торговцями та дослідниками XVIII століття під час їхніх тихоокеанських подорожей, 23 000 експонатів цієї колекції включають фігурки тапа[en] з острова Пасхи та різьблені дерев'яні статуї; гавайські плащі[en] та шоломи (магіоле)[en] з пір'я; різьблені (вакайро[en]) дверні панелі, миски та людські фігурки маорі; яванські ляльки-тіні ваянг; мікронезійські каное та прикраси з черепашок[en].
- Європа. На додаток до палеолітичних колекцій із Франції, особливо зі стоянки Абрі-Пато[fr], де колись жила кроманьйонська людина, є матеріали з Європи від неоліту до залізної доби, серед них визначна колекція матеріалів герцогині Марії Антуанетти Мекленбурзької[de], розкопаних на археологічній ділянці Галлштатт у Ваче[en] (Словенія), яку досліджувала її мати принцеса Марія Віндіш-Ґрец[de]. Зібрання також включає частину колекцій французького археолога і політичного діяча Луї Лорана Габріеля де Мортілле[fr] з Центральної Європи, статуетку Венери з печер Гримальді Ман в Італії та кам'яні знаряддя епохи неоліту з Північно-Західної Європи.
- Зібрання картин та малюнків. ЗІбрання предметів доповнює колекція творів мистецтва, що налічує майже 200 картин і 950 робіт на папері. Близько половини, представляє колекцію американського мистецтва Девіда І. Бушнелла-молодшого (David I. Bushnell, Jr.), яка включає роботи Александра де Батца, Джорджа Кетліна[en], Чарлза Берд Кінга, Джорджа Гіббса, Едварда Керна[en], Джона Веббера[en], а також понад 130 олійних, акварелей і малюнків Сета Істмена[en], живописного історика корінних мешканців Північної Америки. Тут також є живописні портрети корінних американців роботи Елбріджа Ейєра Бербанка[en], окремі з яких є єдиним збереженим зображенням із цієї теми. Серед інших важливих творів — роботи Жана Шарло[en] із зображенням монументальної архітектури Месоамерики, роботи індіанських художників XX століття, велика серія інуїтських гравюр, а також тридцять вісім робіт Андре Шеронне Шампольйона із зображенням людей і місць Індії та Тибету.
- Зібрання архівів. Архіви документів і фотографій представляють ще один вимір наукової роботи антропологів і археологів, чиї артефакти зберігаються в Пібоді. Документи й рукописи, що зберігаються в архівах, включають інституційні (факультетські та музейні) записи, спеціальні колекції та матеріали, пов'язані з понад 70 антропологічними / археологічними експедиціями, десятками викладачів і дослідників та іншими дослідницькими проєктами. Колекції Пібоді налічують близько півмільйона дагеротипів, кольорових діапозитивів та інших фотографічних зображень з археології та етнології багатьох країн, з особливим акцентом на культурі та портретах індіанців США, Мексики, північної частини Центральної Америки, Китаю та Південно-Західної Азії, Африки, а також на предметах і мистецтві доколумбової доби.
- Остеологічні колекції. Остеологічні колекції музею походять з понад вісімдесяти країн на шести континентах і включають рештки людських і нелюдських приматів, скам'янілості та зліпки. Їх зібрано переважно в Америці, Євразії та Африці. Близько 40 % із більш ніж 18 500 людських і нелюдських особин (MNI[en]), представлених у колекціях, походять зі Сполучених Штатів. Музей також має навчальні анатомічні колекції та колекції зліпків гомінідів. Попри прийняття 1990 року Закону про захист і репатріацію могил корінних американців[en], в Музеї Пібоді, за оцінками, зберігаються не репатрійовані останки понад 6100 корінних американців.[5]
- В музеї експонується русалка Фіджі, яку придбав Ф. Т. Барнум.[6]

Джерело: The Peabody Museum, Collections by Area

## Постійні виставки
- Зміни та спадкоємність: Зала північноамериканських індіанців (англ. Change & Continuity: Hall of the North American Indian) досліджує північноамериканські культури за предметами, які виготовили корінні народи Америки XIX століття. Виставка «Зміни та спадкоємність» розглядає історичну взаємодію між корінними народами та європейцями в період глибоких соціальних змін.
- День мертвих (Day of the Dead / Día de los Muertos) включає вівтар або офренду Дня мертвих у галереї «Зустрічі з Америкою» (англ. Encounters with the Americas). Представлено оригінальні ацтекські корені свята та включені в традицію римо-католицькі символи.
- «Копаючи правду: археологія та історія Індіанського коледжу та студентського життя в колоніальному Гарварді» (англ. Digging Veritas: The Archaeology and History of the Indian College and Student Life at Colonial Harvard) використовує археологічні знахідки з Гарвард-Ярду[en], історичні карти та інші джерела, що показують, як жили студенти в колоніальному Гарварді, та роль Індіанського коледжу[en] в перші роки Гарварду.
- «Зустрічі з Америкою» (англ. Encounters with the Americas) досліджує культуру корінних народів Латинської Америки до та після прибуття Христофора Колумба 1492 року.

## Тимчасові виставки
- Війоп'ята: Образи лакота на тлі оспорюваного Заходу (англ. Wiyohpiyata: Lakota Images of the Contested West): на цій виставці співкуратори Касл Маклафлін та художник лакота Бутч Тандер-Гок використовують навколишній звук, рух, запах, а також історичне й сучасне мистецтво Великих рівнин, щоб оживити малюнки лакота ХІХ століття з воїнського щоденника, зібраного на полі битви при Літтл-Біггорні. Представлено погляди лакота на експансію на захід через дослідження культурно сформованих зв'язків між словами, об'єктами та зображеннями.
- «Весь світ тут: Музей Пібоді Гарвардського університету та винахід американської антропології» (англ. All the World Is Here: Harvard’s Peabody Museum and the Invention of American Anthropology) включає понад 600 експонатами з Азії, Океанії та Америки, простежує перші дні музею Пібоді за часів його другого директора, Фредерика Ворда Патнема[en], зокрема його роль у Всесвітній виставці 1893 року.

Джерело: The Peabody Museum, Current Exhibitions